# Langue de si
« Langue de si » est un surnom que Dante donne, dans un petit livre inachevé rédigé en latin (De vulgari eloquentia), aux langues vulgaires de l’Italie à la fin du XIIIe siècle. Selon lui, elles dépasseraient le millier de variétés et il les regroupe en quatorze groupes dialectaux.
Dans ce même ouvrage, Dante divise les langues de l’Europe occidentale selon la façon de dire oui et il distingue :
- les langues du Nord qui disent yò ;
- les langues du Sud qui se partagent en trois groupes : langue d’oïl, langue d’oc et langue de si[1].